# Кубансько-Приазовська низовина
Кубансько-Приазовська низовина або Прикубанська низовина — рівнина в Західному Передкавказзі.
Обмежена нижньою Кубанню, Азовським морем, Доном, Маничем та Ставропольською височиною. Висота до 100—150 м.
Складена осадковими породами мезокайнозойського віку, прикритими лессовіднимі суглинками і глинами.
Клімат помірно континентальний; опадів за рік випадає 400—600 мм.
Ґрунти — карбонатні передкавказзькі чорноземи.
| Росія | Це незавершена стаття з географії Росії. Ви можете допомогти проєкту, виправивши або дописавши її. |